# Герби воєводств II Речі Посполитої (проєкти)

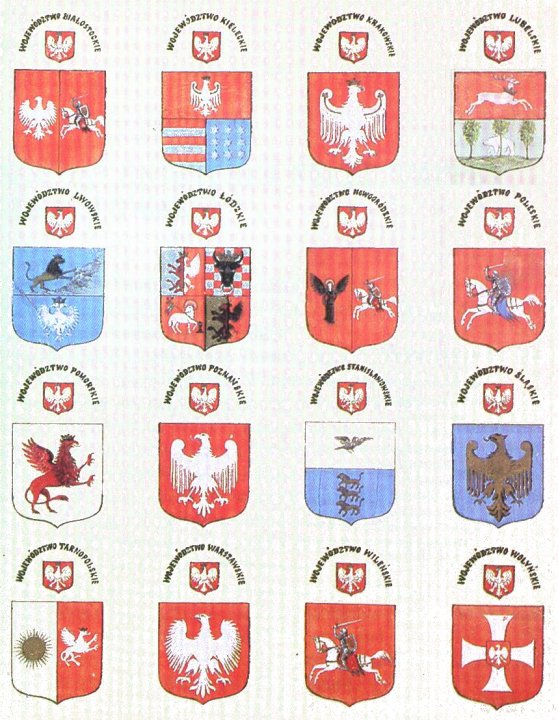
Планшет з проєктами гербів воєводств ІІ Речі Посполитої, автор — Вацлав Гранічний

Герби воєводств Польської Республіки (1918—1939) не були офіційно затверджені, хоча цього вимагав указ Президента Речі Посполитої від 13 грудня 1927 року. На основі цього указу було створено комісію, яка повинна була підготувати проєкти гербів. Було багато контроверз, зокрема стосовно гербів неісторичних воєводств. Проте таки було все узгоджено й проєкти намалював Вацлав Гранічний. Для нових воєводство створено герби, які поєднували в собі символіку інших земель та воєводств Речі Посполитої. Кінцевий варіант гербів був підготовлений Зигмунтом Лоренцом. Між 8 червня та 6 липня було підготовлено проєкт указу Президент Речі Посполитої щодо надання гербів воєводствам. Проте він так і не був втілений у життя через заплановану реформу адміністративного поділу. Реформу було проведено 1 квітня 1938 року. В травні 1939 року після змін кордонів Познанського воєводства було піднято питання щодо герба, проте процес затвердження символіки не дійшов до кінця через початок війни 1 вересня 1939 року.
Окрім центрального проєкту були також окремі спроби встановлення гербів воєводств. Зокрема, Крайовий сеймик Познанського воєводства встановив герб — білого орла Пшемисла ІІ з гербом Каліського воєводства. 21 листопада 1928 року сілезький воєвода звернувся до Міністерства внутрішніх справ стосовно затвердження історичного гербу Сілезького воєводства. На тому гербі було зображено золотого орла з часів Болеслава І на французькому щиті кольору темного кобальту. До цих проєктів не було застережень, проте і не було затверджено, оскільки це планувалося зробити для всіх воєводств одразу і в одному документі.

## Проєкти гербів воєводств
Реконструкція спроєктованих гербів воєводств:

Білостоцьке воєводство
Келецьке воєводство
Краківське воєводство
Люблінське воєводство
Львівське воєводство
Лодзьке воєводство
Новогродське воєводство
Поліське воєводство
Поморське воєводство
Познанське воєводство
Станиславівське воєводство
Сілезьке воєводство
Тернопільське воєводство
Варшавське воєводство
Віленське воєводство
Волинське воєводство